# けいおん!! ライブイベント 〜Come with Me!!〜
『けいおん!! ライブイベント 〜Come with Me!!〜』（けいおん!! ライブイベント 〜カム・ウィズミー!!〜）は、テレビアニメ『けいおん!!』のライブイベント、およびそれを収録したライブBlu-ray Disc、DVD、CD。

## 概要

### イベント概要
2011年2月20日にさいたまスーパーアリーナにて行われたライブイベント。
2010年10月25日にライブの開催が発表され、11月26日に日時と開催場所が正式発表された。
『けいおん!!』の主要担当声優10人と、同作の楽曲制作に関わったミュージシャンによるバックバンドが出演し、主題歌・挿入歌・けいおん!のキャラクターソングなどのライブステージを中心に、朗読劇やトークなどで構成された。楽曲は「放課後ティータイムII」やキャラクターソングを中心としたセットリストで構成されている。また楽曲のうち「ぴゅあぴゅあはーと」「U&I」「ふわふわ時間」の3曲は、2009年12月に行われた『けいおん! ライブイベント 〜レッツゴー!〜』同様に、「放課後ティータイム」のメンバー5人による演奏が披露された。

### ライブ・ビデオ概要
上記イベントを収録したBlu-ray Disc、DVDが2011年8月3日にポニーキャニオンから発売された。BDはメモリアルブックレット付き限定版と通常版が、DVDは通常版のみが発売されている。どのバージョンも2枚組となる。音声トラックは5.1chサラウンド/2.0chステレオで、BDはリニアPCM、DVDはドルビーデジタルで収録。

### ライブ・アルバム概要
上記イベントを収めたライブ盤CDが『けいおん!! ライブイベント 〜Come with Me!!〜』LIVE CD!として2011年11月16日にポニーキャニオンより発売された。26曲を収録した3枚組構成で、初回限定版にはB6変版サイズに縮小したライブパンフレットを同梱し、デジパック仕様となっている。ライブ音源を楽しむため、楽曲を中心とした構成となっており、トークや朗読劇などのパートは収録されていない。同日には一回目のライブイベントになる『けいおん! ライブイベント〜レッツゴー!〜』LIVE CD!も発売された。

## 出演者
- 豊崎愛生（平沢唯役）
- 日笠陽子（秋山澪役）
- 佐藤聡美（田井中律役）
- 寿美菜子（琴吹紬役）
- 竹達彩奈（中野梓役）
- 真田アサミ（山中さわ子役）
- 米澤円（平沢憂役）
- 藤東知夏（真鍋和役）
- 永田依子（鈴木純役）
- 浅川悠（河口紀美役）

この他スペシャルゲストとしてアニメ版監督の山田尚子が登場、映画版の公開日や内容に関して発表を行った（けいおん!#映画を参照）。

## バックバンド
- 小森茂生（キーボード）
- 内田敏夫（ギター）
- Tom-H@ck（ギター）
- 田辺トシノ（ベース）
- 工藤嶺（ベース）
- 一ノ瀬久（ドラムス）
- 土方幸徳（ドラムス）
- 村上章久（マニピュレーター）

### DEATH DEVIL
- 菊池梢（ベース）
- 清水梨加（ドラムス）

## 収録内容
以下ライブビデオ・アルバム両併記しているが、媒体によってチャプター分けが異なるほか、ライブアルバムではトーク部分を割愛しているなどの差異がある。
| DVD/BDチャプター | CD曲順    | チャプター名/曲名                     | 歌手                                                                        |
| ---------------- | --------- | ------------------------------------- | --------------------------------------------------------------------------- |
| 本編             |           |                                       |                                                                             |
| DISC1-1          | DISC01-01 | オープニング                          |                                                                             |
| DISC1-2          | DISC01-02 | Overture                              |                                                                             |
| DISC1-3          | DISC01-03 | GO! GO! MANIAC                        | 放課後ティータイム                                                          |
| DISC1-4          | DISC01-04 | Listen!!                              | 放課後ティータイム                                                          |
| DISC1-5          |           | Talk「ごあいさつ」                    |                                                                             |
|                  | DISC01-05 | Introduction〔Guitar〕                |                                                                             |
| DISC1-6          | DISC01-06 | Oh My ギー太!!                        | 平沢唯（豊崎愛生）                                                          |
|                  | DISC01-07 | Introduction〔Bass〕                  |                                                                             |
| DISC1-7          | DISC01-08 | 青春Vibration                         | 秋山澪（日笠陽子）                                                          |
|                  | DISC01-09 | Introduction〔Drums〕                 |                                                                             |
| DISC1-8          | DISC01-10 | Drumming Shining My Life              | 田井中律（佐藤聡美）                                                        |
|                  | DISC01-11 | Introduction〔Keyboard〕              |                                                                             |
| DISC1-9          | DISC01-12 | Diaryはフォルテシモ                   | 琴吹紬（寿美菜子）                                                          |
|                  | DISC01-13 | Introduction〔Guitar〕                |                                                                             |
| DISC1-10         | DISC01-14 | Over the Starlight                    | 中野梓（竹達彩奈）                                                          |
| DISC1-11         |           | Talk「1、2、3はけ・い・お・ん!」      |                                                                             |
| DISC1-12         | DISC01-15 | ウキウキNew! My Way                   | 平沢憂（米澤円）                                                            |
| DISC1-13         | DISC01-16 | 純情Bomber!!                          | 鈴木純（永田依子）                                                          |
| DISC1-14         | DISC01-17 | Jump                                  | 真鍋和（藤東知夏）                                                          |
| DISC1-15         |           | Drama「……ここは何処かね？」           |                                                                             |
|                  | DISC02-01 | MC「センターステージ登場」            |                                                                             |
| DISC1-16         | DISC02-02 | いちごパフェが止まらない              | 放課後ティータイム                                                          |
| DISC1-17         | DISC02-03 | ときめきシュガー                      | 放課後ティータイム                                                          |
| DISC1-18         | DISC02-04 | Honey sweet tea time                  | 放課後ティータイム                                                          |
| DISC1-19         | DISC02-05 | ごはんはおかず                        | 放課後ティータイム                                                          |
| DISC1-20         | DISC02-06 | DEATH DEVIL登場                       |                                                                             |
| DISC1-21         | DISC02-07 | Maddy Candy                           | DEATH DEVIL （山中さわ子（真田アサミ）、河口紀美（浅川悠））                |
| DISC1-22         | DISC02-08 | ラヴ                                  | DEATH DEVIL                                                                 |
| DISC1-23         |           | Drama「またまたある日の軽音部」       |                                                                             |
| DISC2-1          | DISC03-01 | MC「ただ今、楽器準備中…」             |                                                                             |
| DISC2-2          | DISC03-02 | ぴゅあぴゅあはーと（出演者生演奏版）  | 放課後ティータイム                                                          |
| DISC2-3          | DISC03-03 | U&I（出演者生演奏版）                 | 放課後ティータイム                                                          |
| DISC2-4          | DISC03-04 | U&I（Instrumental）                   |                                                                             |
| DISC2-5          | DISC03-05 | 天使にふれたよ!                       | 平沢唯・秋山澪・田井中律・琴吹紬 （豊崎愛生、日笠陽子、佐藤聡美、寿美菜子） |
| DISC2-6          | DISC03-06 | ふわふわ時間（出演者生演奏版）        | 放課後ティータイム                                                          |
| DISC2-7          | DISC03-07 | NO,Thank You!（アンコール）           | 放課後ティータイム                                                          |
| DISC2-8          | DISC03-08 | Utauyo!!MIRACLE（アンコール）         | 放課後ティータイム                                                          |
| DISC2-9          | DISC03-09 | Cagayake!GIRLS（アンコール2）         | 放課後ティータイム                                                          |
| DISC2-10         | DISC03-10 | Don't say "lazy"（アンコール2）       | 放課後ティータイム                                                          |
| DISC2-11         | DISC03-11 | 桜が丘女子高等学校校歌（アンコール3） | 出演者全員 伴奏：山中さわ子（真田アサミ）                                   |
| DISC2-12         | DISC03-12 | Come with Me!!（アンコール3）         | 出演者全員                                                                  |
| 映像特典         |           |                                       |                                                                             |
| 1                |           | 本番約1ヶ月前インタビュー!            |                                                                             |
| 2                |           | はじめての楽器!                       |                                                                             |
| 3                |           | ライブ練習!                           |                                                                             |
| 4                |           | いよいよライブイベント前日!           |                                                                             |
| 5                |           | ついに当日!                           |                                                                             |
| おまけ映像特典   |           |                                       |                                                                             |
| 1                |           | 開演直前の雰囲気を楽しめるモード      |                                                                             |